# Barfuß auf Nacktschnecken
Barfuß auf Nacktschnecken (Originaltitel: Pieds nus sur les limaces) ist ein französischer Spielfilm aus dem Jahr 2010 mit Diane Kruger und Ludivine Sagnier. 

## Handlung
Nach dem Tod ihrer Mutter zieht die mit einem Anwalt verheiratete Pariserin Clara aufs Land zu ihrer verhaltensauffälligen Schwester, um sich um sie zu kümmern. Das kindliche, verspielte Wesen von Lily ist jedoch nicht so einfach zu kontrollieren. Während die ungleichen Schwestern langsam zueinander finden, löst sich Clara aus ihren ehelichen und beruflichen Zwängen und entdeckt Sinnlichkeit und Lebensfreude neu.

## Veröffentlichung
Barfuß auf Nacktschnecken wurde am 21. Mai 2010 bei den Internationalen Filmfestspielen von Cannes uraufgeführt. Premiere in Deutschland war am 5. Mai 2011. Der Film wurde am 12. Mai 2012 erstmals im deutschen Fernsehen gesendet. Am 14. September 2011 erschien der Film auf DVD. Im Herbst 2012 gehörte er zu der Filmauswahl, die im Rahmen des 13. französischen Jugendfilmfestivals Cinéfête deutschen Schulklassen die französische Filmkunst nahezubringen unternimmt.

## Kritiken
„Ludivine Sagnier gelingt […] ein schwindelerregender Balanceakt zwischen Nervensäge und Zauberfee. Es macht Spaß, dabei zuzusehen, wie Lilys lichte Farben und freie Formen ins wohlgeordnete Leben von Clara schwappen und ihre strenge Fassade zu zersetzen beginnen.“

„Letztlich kann das alles aber nicht darüber hinwegtäuschen, dass sich der Film auf ein reaktionär-verkitschtes Verständnis von Natur stützt. Ein bisschen barfuß laufen und ein bisschen Marmelade kochen soll hier jedes noch so verschlossene Herz öffnen können – vor allem jedes weibliche.“

„Getragen von zwei herausragenden Schauspielerinnen und einem die surreale Fantasiewelt kongenial umsetzenden Szenenbild wirft der Film auf verspielte Art Fragen auf nach dem schmalen Grat zwischen ‚normal‘ und ‚verrückt‘, wobei er die Zwänge der bürgerlichen Gesellschaft in Frage stellt.“

## Auszeichnungen
Bei den Internationalen Filmfestspielen von Cannes wurde Barfuß auf Nacktschnecken 2010 mit dem CICAE-Preis des Internationalen Verbandes der Filmkunsttheater ausgezeichnet.